# Roswell gut – alles gut
Roswell gut – alles gut (englischer Originaltitel: Roswell That Ends Well) ist eine Episode der US-amerikanischen Science-Fiction-Zeichentrickserie Futurama. Sie wurde als 19. Episode der dritten Produktionsstaffel hergestellt. Ihre Erstausstrahlung war am 9. Dezember 2001 auf FOX; damit eröffnete sie die vierte Sendestaffel und war die 45. Episode insgesamt in der Reihenfolge der Erstausstrahlung. Das Werk erhielt überwiegend Anerkennung und wurde mit einem Emmy und einem Annie Award ausgezeichnet.

## Handlung
Im Jahr 3002 fliegt die Crew des Raumschiffs des interstellaren Lieferunternehmens Planet Express – der im Jahr 2000 eingefrorene und 3000 wieder aufgetaute Philip J. Fry, Turanga Leela und der Roboter Bender, zusammen mit ihrem Chef Hubert J. Farnsworth und Dr. Zoidberg, dem außerirdischen Arzt des Unternehmens – ins Weltall, um eine Supernova zu beobachten. Durch das Zusammenwirken des Mikrowellenherds an Bord des Raumschiffs mit der Supernova wird das Raumschiff in das Jahr 1947 geschleudert und macht bei Roswell eine Notlandung, bei der Bender aus dem Raumschiff geschleudert und sein Körper zertrümmert wird. Als Dr. Zoidberg Benders Einzelteile aufsammelt, wird er vom Militär entdeckt und zusammen mit Benders Überresten auf die Roswell Air Base verbracht. Fry wird zusammen mit Benders Kopf beauftragt, Zoidberg zu befreien, während Leela und Professor Farnsworth versuchen, in der Stadt einen neuen Mikrowellenherd zu kaufen, mit dem sie wieder ins Jahr 3002 gelangen wollen.
Auf der Air Base trifft Fry seinen Großvater Enos, den er fortan vor jeder vermeintlichen Gefahr zu beschützen versucht, da er befürchtet, dass er selbst durch den Tod seines Großvaters aufhören könnte zu existieren. Fry bringt ihn versehentlich auf einem Atombomben-Testgelände unter, wo Enos stirbt. Wider Erwarten hört Fry aber nicht auf zu existieren. Um Enos Freundin Mildred zu trösten, schläft er mit ihr. Dadurch wird Fry klar, dass er sein eigener Großvater ist.
Da es im Jahr 1947 in Haushaltswarengeschäften noch keine Mikrowellenherde zu kaufen gibt, beschließen Leela und Farnsworth, das Mikrowellenradar der Militärbasis zu stehlen, auf der Dr. Zoidberg unter Aufsicht von Präsident Harry S. Truman lebendig seziert wird. Zusammen mit Fry und Benders Kopf greifen sie vom Raumschiff aus den Stützpunkt an, befreien Zoidberg und nehmen die Reste von Benders Körper mit. Mithilfe der Radarantenne kehren sie ins Jahr 3002 zurück.

## Hintergrund
Die Handlung der Episode spielt auf den Roswell-Zwischenfall an, bei dem im Jahr 1947 ein UFO in der Wüste bei Roswell abgestürzt sein soll. Legenden ranken sich seither darum, dass dabei eine außerirdische Lebensform gefunden worden sei, die vom Militär festgehalten wird. Eine Fernsehserie, die den Vorgang des Absturzes auf eine ähnliche Weise darstellte wie die Futurama-Episode, ist Star Trek: Deep Space Nine. In deren Episode Kleine grüne Männchen aus dem Jahr 1995 wird ebenfalls ein Raumschiff aus Versehen ins Jahr 1947 geschleudert und stürzt bei Roswell ab.
Der Vorgang, bei dem Fry vor der Zeugung seines Vaters für den Tod seines eigenen Großvaters verantwortlich wird, beschäftigt sich mit dem Großvaterparadoxon. In Roswell gut – alles gut wird dieses satirisch dadurch gelöst, dass Fry seinen eigenen Vater zeugt.

## Produktion
Die Episode wurde von J. Stewart Burns geschrieben, Regisseur war Rich Moore. Neben den Sprechern der Hauptcharaktere – Billy West als Philip J. Fry, Professor Hubert J. Farnsworth und Dr. Zoidberg, Katey Sagal als Turanga Leela und John DiMaggio als Bender – fungierten in dieser Episode Tress MacNeille als Mildred und Maurice LaMarche als Präsident Harry Truman. West sprach außerdem die Rolle von Enos Fry.

## Auszeichnungen und Rezeption
Die Episode gewann 2002 einen Emmy-Award. Für seine Regieführung erhielt Rich Moore einen Annie Award in der Kategorie Directing in an Animated Television Production.
Die Seite IGN kürte die Episode zur sechstbesten Futurama-Folge und befand: “This is a hilarious episode, and if you don’t laugh during any of the scenes with Zoidberg, you just don’t know funny.” (deutsch: „Das ist eine urkomische Episode, und wer während der Szenen mit Dr. Zoidberg nicht lacht, versteht keinen Spaß.“) Fernsehkritiker Bob Owen verglich den Plot der Episode in der Post-Gazette mit den Zurück-in-die-Zukunft-Filmen und bezeichnete sie als unterhaltsam.
Das Internetportal TV.com wählte die Episode in seiner Liste der zehn besten Futurama-Episoden auf den neunten Platz.